# تپه سفید کن ۴
تپه سفید کن ۴ مربوط به عصر مس - سده‌های اولیه و میانی دوران‌های تاریخی پس از اسلام است و در شهرستان بروجرد، بخش مرکزی، دهستان شیروان، ۱۲۰۰ متری جنوب روستای قلعه نوشوکتی واقع شده و این اثر در تاریخ ۲۸ اسفند ۱۳۸۵ با شمارهٔ ثبت ۱۸۳۸۰ به‌عنوان یکی از آثار ملی ایران به ثبت رسیده است.